# Белаго (дворянский род)
Бела́го — нетитулованный дворянский род, происходящий от Ивана Назаровича Белаго, внуки которого Иван, Пётр и Савва Никитичи были верстаны поместьями в 1625 году.
Потомство Ивана и Петра Никитичей записано в VI части родословной книги Тульской (1850) и II, III части родословной книги Московской губерний. Потомство четвёртого внука Ивана Назаровича — Кирилла Ивановича Белаго, испомещенного в 1626—1627 годах, записано в VI часть родословных книг Орловской и Московской губерний.
По информации из Гербовника, за Кириллом Белаго, в 1626 году и других годах в писцовых книгах писаны поместья, на которые ему и детям его Прокофию и Афанасию Беловым, от Государей пожалованы грамоты.(Гербовник, IX, 61)
В 1847 году род внесен в II часть родословной книги Тверской губернии. На 1910 год род числится в VI части родословных книг Новгородской и Курской губерний. Внесён в VI часть родословной книги Тульской губернии. Внесён в родословную книгу Московской губернии.

## Описание герба
В верхней половине в голубом поле, изображены два золотых стропила, означенных от боков щита. В нижней половине, посередине в красном поле находится до половины выходящий лев с поднятым мечом, а по сторонам в серебряном поле по одной подкове, шипами обращённой вниз.
Щит увенчан дворянскими шлемом и короной со страусовыми перьями. Намёт на щите красный, подложенный серебром. Герб рода Белого (Белаго) внесён в Часть 9 Общего гербовника дворянских родов Всероссийской империи, стр. 61.

## Персоналии
- Белаго, Александр Гавриилович — лейтенант флота, отличился в Наваринском сражении, помещик.
- Белаго, Александр Гаврилович — статский советник, директор Курляндской дирекции училищ Дерптского учебного округа.
- Белаго, Александра Владимировна (в монашестве Мария; 24.03.1851-3.06.1915) — игуменья, настоятельница Знаменской общины г. Ковров (1904—1906), Троицкой обители в г. Муром (1906—1909) и Покровского монастыря в г. Суздаль (1909—1915).
- Белаго, Дмитрий Евграфович (1847—1908) — генерал-контролёр, тайный советник, член Совета Государственного контроля, заведующий Центральной бухгалтерией Госконтроля.
- Белаго, Иван Дмитриевич — штабс-капитан, городничий г. Руза (1832—1834), г. Подольск (1835—1843), г. Бронницы (1844—1847) Московской губернии и г. Калязин Тверской губернии (1851—1853), кавалер ордена Святого Георгия IV ст., участник русско-турецкой войны 1806—1812 годов
- Белаго, Магдалина (Мария) Ивановна (? — 14.12.1878) — игуменья, настоятельница Успенского Княгинина монастыря в г. Владимир (город, Россия) (1864—1878).
- Белаго, Митрофан Александрович (03.02.1859 — ?) — подполковник, командир 11-й Александровской пограничной бригады Отдельного корпуса пограничной стражи, г. Влоцлавск Варшавской губернии.
- Белаго, Николай Алексеевич — капитан, действительный статский советник, уездный предводитель дворянства г. Ливны, директор от земства в правлении земской Орловско-Витебской ж/д, городничий г. Мценск Орловской губернии (1854—1856)

### Московская губерния
- Бронницкий уезд
  - с. Веденское
  - c. Кривцово
  - д. Нижнее Велино
- Можайский уезд
  - д. Псарево
  - д. Сычёвка
  - сц. Федоровское
- Московский уезд
  - с. Степановское
- Пятницкий стан
  - с. Горки
- Рузский уезд
  - с. Борзецово
  - с. Бунино
  - c. Дьяково
  - с. Захрянино
  - с. Пестово

### Новгородская губерния
- Череповский уезд
  - с. Курилово

### Рязанская губерния
- Михайловский уезд
  - д. Быклонская

### Тверская губерния
- Тверской уезд
  - Денисово
- Бежецкий уезд
  - Острога (Яковлевская волость)

### Тульская губерния
- Венёвский уезд
  - сц. Белицы
- Епифанский уезд
  - с. Богослов

### Ярославская губерния
- Мологский уезд
  - c. Верхненикульское (Марьинская волость)
  - д. Высоково (Марьинская волость)
  - д. Противье (Марьинская волость)
  - д. Угол (Марьинская волость)
  - д. Чуприяново (Марьинская волость)